# Wasilij Szatiłow
Wasilij Mitrofanowicz Szatiłow (ros. Василий Митрофанович Шатилов, ur. 4 lutego?/17 lutego 1902 we wsi Kałmyk w obwodzie woroneskim, zm. 16 lutego 1995 w Moskwie) – radziecki generał pułkownik, Bohater Związku Radzieckiego (1945).

## Życiorys
Skończył 19 klas, od 1924 służył w Armii Czerwonej, od 1927 należał do WKP(b), w 1928 skończył szkołę piechoty w Tbilisi, a w 1938 Akademię Wojskową im. Frunzego. We wrześniu 1939 uczestniczył w agresji ZSRR na Polskę, a od czerwca 1941 w wojnie z Niemcami, był m.in. w stopniu generała majora dowódcą 150 Dywizji Piechoty 3 Armii Uderzeniowej 1 Frontu Białoruskiego, która 16 kwietnia 1945 przerwała niemiecką obronę nad Odrą w rejonie miasta Wriezen, od 21 kwietnia 1945 brała udział w walkach o Berlin, a 30 kwietnia 1945 szturmowała Reichstag. W 1949 ukończył wyższe kursy akademickie przy Wyższej Akademii Wojskowej, później był I zastępcą dowódcy wojsk Dalekowschodniego Okręgu Wojskowego, w 1964 został zwolniony do rezerwy w stopniu generała pułkownika.

## Odznaczenia
- Złota Gwiazda Bohatera Związku Radzieckiego (29 czerwca 1945)
- Order Lenina (dwukrotnie)
- Order Rewolucji Październikowej
- Order Czerwonego Sztandaru (trzykrotnie)
- Order Kutuzowa II klasy (dwukrotnie)
- Order Wojny Ojczyźnianej I klasy
- Order Czerwonej Gwiazdy
- Medal „Za wyzwolenie Warszawy”
- Medal „Za zdobycie Berlina”
- Krzyż Walecznych (Polska Ludowa)
- Medal za Odrę, Nysę, Bałtyk (Polska Ludowa)

I inne.